# Kalindula
Kalindula ist ein sambischer Musikstil, der in den 1970er Jahren populär wurde und nach dem gleichnamigen, zwei- bis dreisaitigen großen Bass benannt ist. Dieser Bass (auch babaton, cimbombo) besteht aus einem halbierten runden Ölfass als Korpus, der mit einer Decke aus Tierhaut bespannt ist. In ländlichen Regionen wird Kalindula auf selbstgebauten banjos gespielt, in den Städten auf E-Gitarren. Kalindula entwickelte sich im Gebiet Luapula unter den Bemba zu einem Tanzmusikstil, der die populäre Musik Sambias weithin prägt. 
Die frühesten Aufnahmen wie die der Gruppe Serenje Kalindula oder der Gruppe Amayenge sind davon durchgehend geprägt. Doch bald ersetzte die Gitarre das selbstgebaute banjo. Der Stil gewann immer mehr an Eleganz und integrierte immer mehr Elemente von Pop und Rockmusik. Anfang der 1990er Jahre war der Höhepunkt der Kalindula-Begeisterung überschritten, Kalindula gilt jedoch weiterhin als der typischste sambische Populärmusikstil.